# ESET

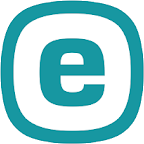
Logo van ESET

ESET is een beveiligingsbedrijf in de IT-sector dat het hoofdkantoor heeft in Bratislava, Slowakije. Het werd opgericht in 1992 na een fusie van twee particuliere ondernemingen. Het bedrijf werd uitgeroepen tot het meest succesvolle Slowaakse bedrijf in 2008, 2009, 2010, 2016 en 2017. ESET is niet beursgenoteerd en heeft vestigingen in San Diego, Buenos Aires, Praag, Krakau en Singapore en distributeurs in meer dan 180 landen.
In december 2010 kondigde het bedrijf de benoeming van Richard Marko als Global CEO, Milan Masaryk als CFO, Pavol Luka als CTO, Juraj Malcho als Chief Research Officer, Ignacio Sbampato als directeur van de wereldwijde verkoop en marketing, en Andrew Lee als de CEO van de Noord-Amerikaanse tak. De oprichters van ESET zijn vertegenwoordigd in de directie van de onderneming.

## Producten
Het bedrijf biedt verschillende producten aan:
- Antivirusprogramma NOD32, het bekendste product van het bedrijf
- ESET Cybersecurity for Mac, beveiligingssoftware voor Mac
- ESET Mobile Security, beveiligingssoftware voor Android